# Département de Castro Barros
Le département de Castro Barros est une des 18 subdivisions de la province de La Rioja, en Argentine. Son chef-lieu est la ville d'Aminga.
D'une superficie de 1 420 km2, le département comptait 4 322 habitants au recensement de 2001, et 4 874 selon une estimation de 2007.
Son nom honore la mémoire du prêtre riojano, Pedro Ignacio de Castro Barros (1777-1849), membre du Congrès de Tucumán.